# Helcogramma vulcana
Helcogramma vulcana is een straalvinnige vissensoort uit de familie van drievinslijmvissen (Tripterygiidae). De wetenschappelijke naam van de soort is voor het eerst geldig gepubliceerd in 1993 door Randall & Clark.